# ФБР (телесериал, 1965)
«ФБР» (англ. The F.B.I.) — американский телесериал, транслировавшийся на канале ABC с 1965 по 1974 год.

## Сюжет
Сериал частично основан на фильме 1959 года «История агента ФБР». Каждый эпизод рассказывает об одном реальном или вымышленном деле из истории ФБР. Некоторые эпизоды заканчиваются разделом «Разыскиваются»: Ефрем Цимбалист-мл. показывает зрителям фотографии самых разыскиваемых на данный момент преступников.

## Сезоны и эпизоды
Основная статья: Список эпизодов телесериала «ФБР» (1965)
- 1-й сезон: 19 сентября 1965 — 8 мая 1966, 32 эпизода
- 2-й сезон: 18 сентября 1966 — 16 апреля 1967, 29 эпизодов
- 3-й сезон: 17 сентября 1967 — 28 апреля 1968, 27 эпизодов
- 4-й сезон: 22 сентября 1968 — 30 марта 1969, 26 эпизодов
- 5-й сезон: 14 сентября 1969 — 8 марта 1970, 26 эпизодов
- 6-й сезон: 20 сентября 1970 — 21 марта 1971, 26 эпизодов
- 7-й сезон: 12 сентября 1971 — 19 марта 1972, 26 эпизодов
- 8-й сезон: 17 сентября 1972 — 1 апреля 1973, 26 эпизодов
- 9-й сезон: 16 сентября 1973 — 28 апреля 1974, 23 эпизода

Итого: 9 сезонов, 241 эпизод

## В ролях
Появились более чем в 9 эпизодах
- Ефрем Цимбалист-мл. — инспектор Льюис Эрскин (в 241 эпизоде)
- Филип Эбботт — Артур Уард, заместитель директора ФБР (в 241 эпизоде)
- Уильям Рейнольдс[англ.] — специальный агент[англ.] Том Колби  (в 161 эпизоде)
- Стивен Брукс[англ.] — специальный агент Джим Родс  (в 61 эпизоде)
- Шелли Новак[англ.] — агент Крис Дэниелс (в 23 эпизодах)
- Дин Харенс[англ.] — специальный агент Брайан Дюрант (в 19 эпизодах)
- Лью Браун — специальный агент Аллен Беннетт (в 18 эпизодах)
- Джон Майо — эксперт по документам (в 18 эпизодах)
- Энтони Эйсли[англ.] — специальный агент Чет Рэндольф (в 17 эпизодах)
- Линн Лоринг — Барбара Эрскин, дочь инспектора Льюиса Эрскина (в 12 эпизодах)
- Роберт Кнапп[англ.] — агент Ноэль Макдональд (в 12 эпизодах)
- Форрест Комптон[англ.] — разные роли (в 10 эпизодах)
- Скотт Марлоу[англ.] — разные роли (в 10 эпизодах)
- Майкл Харрис — разные роли (в 10 эпизодах)
- Гаррисон Тру — разные роли (в 10 эпизодах)
- Даббс Грир — разные роли (в 10 эпизодах)
- Барри Руссо — разные роли (в 10 эпизодах)
- Джеймс Сиккинг — эксперт по волосам и волокнам (в 10 эпизодах)
- Даллас Митчелл — разные роли (в 10 эпизодах)
- Кен Линч[англ.] — разные роли (в 10 эпизодах)

## Награды и номинации
- 1967 — Премия «Эдди» Американской ассоциации монтажёров в категории «Лучший монтаж телевизионной программы» — номинация.
- 1969 — Премия «Эмми» за лучший драматический сериал — номинация.
- 1969 — Премия «Золотой глобус» за лучшую мужскую роль в телевизионном сериале — драма в категории «Лучший телевизионный актёр» Ефрему Цимбалисту-мл. — номинация.

## Факты
- Главным спонсором сериала выступила компания Ford, поэтому почти все персонажи передвигаются на автомобилях этой марки. Также спонсорами выступили компании Alcoa и American Tobacco Company.
- Консультантом сериала (до своей смерти в 1972 году) был первый директор ФБР — Джон Эдгар Гувер.
- В 1981 году на телеэкраны вышла обновлённая версия «ФБР» под названием «ФБР сегодня[англ.]». Сериал не имел успеха и был завершён через полгода (18 эпизодов и один телефильм)[2][3][4].